# Drosera pedicellaris
Drosera pedicellaris ist eine Pflanzenart aus der Gattung Sonnentau. Sie wurde erst 1997 entdeckt und im Jahre 2002 von Allen Lowrie beschrieben.

## Beschreibung

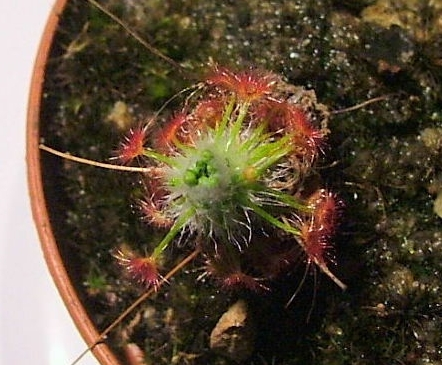
Drosera pedicellaris, Habitus mit Brutschuppen

Die rosettenförmig wachsende Art hat eine Höhe von bis zu 1,5 Zentimeter und einen Durchmesser von bis zu 1,8 Zentimeter. Vegetativ vermehrt sie sich wie alle Zwergsonnentaue über Brutschuppen.
Die bis zu zwanzig Blätter stehen in der Mitte halbaufrecht und außen fast waagerecht. Die schwach behaarten Blattstiele sind vier bis fünf Millimeter lang, an der Basis 0,8 Millimeter breit und verjüngen sich hin bis auf knapp 0,01 Millimeter kurz vor der kreisförmigen, mit den sonnentautypischen Tentakeln besetzten Blattspreite, die einen Durchmesser von etwas über einem Millimeter aufweist.
Im Oktober / November bildet die Pflanze ein bis drei Wickel an fadenförmigen Blütenständen, welche bis zu fünf Zentimeter hoch über der Pflanze stehen und bis zu 20 fünfzählige Blüten tragen. Die Blütenblätter sind weiß, am Ansatz grün überhaucht und haben eine Länge von bis zu 3,5 Millimetern, der Pollen ist orange. Die für einen Zwergsonnentau ungewöhnliche Länge der Blütenstiele und der Besatz des Wickels mit dünnen Nebenblättern sind unverkennbare Merkmale der Art. Die ellipsoiden Samen sind nur einen halben Millimeter lang.

Verbreitung von D. pedicelaris in Australien

## Verbreitung, Habitat und Status
Von der Art sind nur zwei Standorte südwestlich von Geraldton bei Three Springs in Westaustralien bekannt. Dort wächst sie auf Sandböden und in Gesellschaft mit niedrigen Sträuchern auf Heideland.
Da man noch wenig über eventuelle weitere Vorkommen weiß und über die Art zugleich wenig bekannt ist, erhielt die Pflanze den Schutzstatus Priority One für seltene, bedrohte Arten.

## Systematik
Drosera pedicellaris zählt zu den sogenannten „Zwergsonnentauen“, einer großen Gruppe äußerst kleiner Sonnentauarten, welche innerhalb der Gattung Sonnentau die Sektion Bryastrum bilden. Sie ist eng verwandt mit Drosera parvula.
Das Epitheton pedicellaris verweist auf den unverwechselbar langen Blütenstiel (=Pedicel) der Art.